# Liceo ginnasio statale Francesco Scaduto
Il liceo ginnasio statale Francesco Scaduto è situato a Bagheria, in provincia di Palermo.
Consta di cinque sedi ed è uno dei licei più antichi di Bagheria.

## Storia
Il Liceo classico “F. Scaduto” trae origine dalla scuola media “G. Carducci” di Bagheria, in seguito all’entrata in vigore della legge Casati, emanata nel 1859 ed entrata in vigore in Sicilia nel 1860. Il ginnasio, di durata quinquennale, era allora composto da un triennio (ginnasio inferiore), un biennio (ginnasio superiore) e dal liceo triennale. Nel 1940 con la riforma Bottai trienni furono accorpati anticipando l’unificazione definitiva della scuola media che si realizzò con l'attuazione della riforma del 1963. A Bagheria il provvedimento non fu adottato poiché nel territorio esisteva soltanto il Regio ginnasio “G. Carducci”, fondato nel 1914. Dall'anno scolastico 1941-42 la gestione didattico-amministrativa delle prime classi liceali di Bagheria fu affidata alla presidenza del Regio ginnasio “G. Carducci”. Il corso intero, con le tre classi liceali, si formò a partire dall'anno scolastico 1943- 44. Nel luglio del 1945, fu avviato l'iter per l’autonomia in liceo superiore. Nel 1945-46 il triennio liceale venne annesso, come sezione staccata, al Liceo ginnasio “G. Garibaldi” di Palermo e successivamente fu annesso al liceo classico “Vittorio Emanuele II” di Palermo. Fino al 1953 la sede del liceo fu una parte dell’edificio delle scuole elementari “Cirrincione” di Bagheria. L'effettiva autonomia risale al settembre 1953 con Rosa Buttitta Di Blasi, quale prima preside incaricata.
I nuovi locali adibiti dal comune ad uso scolastico, furono inaugurati negli anni ‘60. Tale struttura dal 2005 fu affiancata dalla limitrofa sede succursale e, successivamente, dal 2021 dalla sede collocata in Via Giuseppe Bagnera, e dal 2022 dalla sede ubicata in Via Malipiero.

## Struttura
Il Liceo F. Scaduto consta di cinque sedi, quattro site a Bagheria e una a Villabate.
Le sedi di Bagheria si trovano in via Dante, la sede centrale, al n. 22, è divisa tra plesso centrale e plesso basso, la succursale, disposta su quattro piani, è ubicata all'angolo tra via Dante e via Paolo Borsellino,
la sede situata in Via Giuseppe Bagnera è invece disposta di un singolo piano come la sede collocata in Via Gian Francesco Malipiero.
La sede principale ospita altresì la biblioteca; nel plesso basso, invece, vi si trova un’aula attrezzata per le attività degli studenti diversamente abili.

### Cavea "Prof.ssa Evelina Buttitta"

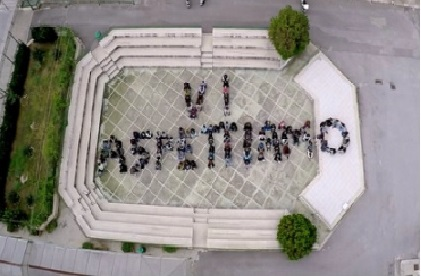
Cavea del Liceo F. Scaduto

La cavea è una struttura esterna che ricorda l’antico anfiteatro greco, dedicata alla professoressa Evelina Buttitta, docente del Liceo deceduta in seguito ad una grave malattia, dove si svolgono assemblee, convegni, concerti, manifestazioni ed eventi vari.

### Laboratori
La sede centrale dispone di due laboratori informatici dotati di lavagna interattiva multimediale, un laboratorio di comunicazione audiovisiva, un laboratorio informatico-linguistico mobile e un laboratorio di scienze e fisica. Nella succursale sono ospitati i laboratori informatico-linguistico-multimediale e teatrale-cinematografico.

### Sport
La palestra del liceo è dotata di un campo attrezzato per praticare pallavolo e pallacanestro. Nello spazio interno sono presenti varie spalliere unitamente a piccoli e grandi attrezzi. Nello spazio esterno sono collocati due tavoli da tennis da tavolo, alcune attrezzature per il fitness, e un campo polifunzionale provvisto di porte da calcetto o pallamano e di canestri da pallacanestro.